# Malàkhovo (Orenburg)
|  | Per a altres significats, vegeu «Malàkhovo». |

Malàkhovo (en rus: Малахово) és un poble (un possiólok) de l'óblast d'Orenburg, a Rússia, segons el cens del 2010 tenia 175 habitants, pertany al municipi de Khutorka.